# Мандуул-хан
Мандуул-хан або Мандул-хан (1438—1479) — 18-й великий каган Монгольського ханства в 1475—1479 роках.

## Життєпис
Походив з гілки Хубілаїдів династії Чингізидів. Син Аджай-тайши і онук Нігулесугчі-хана. Народився 1438 року. Його батько виховувався серед ойратської знаті. Після смерті батька разом з братами Агбарджіном і Тайсуном поневірявся Монголією, поки не зустрів Тогон-тайшу, очільника Чотирьох племен ойратів. У 1438 році після того як Тайсун став великим каганом, він призначив Мандуулом очільником лівого крила, якому підпорядковувалися монголи Халхи, Чахару і Урянхаю. Кочував у місцевості Їсутайн-Дзун.
Ймовірно, у протистоянні 1466 року між черговим каганом Молон-ханом і Мууліхай-ваном був на боці останнього. Поразка й загибель Молон-хана призвели до бажання Мууліхай-вана зайняти трон. Втім, імовірно, внаслідок інтриг Мандуула того було вбито. В результаті почалася запекла війна між монголами за владу. Основними суперниками Мандуула були монголи Ордосу. При цьому спирався він на халхців. Лише у 1475 році після перемоги над Доголон-тайшею, очільником монголів-туметів з Ордосу, Мандуул-хана вдалося об'єднати держави, окрім володінь ойратів на заході.
Задля зміцнення свого становища оголосив родича Баян-Мунке (сина Агбарджін-джінона) болху-джіноном (співволодарем). Завдяки гарним стосункам між ними вдалося зміцнити центральну владу серед усіх монгольських племен. У 1478 році оточення кагана спровокувала його конфлікт з Баян-Мунке, який зазнав поразки й вимушений був тікати. Втім невдовзі його було вбито. Невдовзі помер сам Мандуул-хан. Новим каганом став син баян-Мунке — Бату-Менке.